# 若松幸禧
若松幸禧（1911年—1944年12月18日），是大日本帝国陆军军人。战斗机驾驶员，最终阶级是中校。

## 生平
生于鹿儿岛县萨摩郡高江村（现在的萨摩川内市）。通称是“赤鼻王牌”。击落数超过18架。